# Karl Heinrich Endell
Karl Heinrich Endell (* 1776 in Schwedt a. O., Uckermark; † Mai 1843 in Frankfurt (Oder)) war ein preußischer Regierungsrat und Oberbürgermeister von Frankfurt (Oder) (1810–1816).
Endell wurde 1810 von der Stadtverordnetenversammlung zum Oberbürgermeister gewählt. Vorher hatte der Professor an der Frankfurter Brandenburgischen Universität Frankfurt Karl Wilhelm Solger nach erfolgreicher Wahl das Amt abgelehnt.
Während seiner Amtszeit wurde der Regierungsbezirk Frankfurt errichtet, dessen Verwaltung sich, ebenso wie das Oberlandesgericht, in der Stadt ansiedelte. Im Jahre 1811 wurde die Universität in Frankfurt geschlossen und zog nach Breslau um.
Endell wurde am  28. Mai 1843 auf dem Alten Friedhof der Stadt beigesetzt.